# Hunéric
Hunéric (en latin : Hunericus ou Hunirix ; en grec ancien : Ὁνώριχος), également orthographié Hunnéric ou Honéric, né vers 420, peut être en Espagne, et mort le 23 décembre 484, à Carthage, est le deuxième roi du royaume vandale, du 25 janvier 477 au 23 décembre 484, et le fils aîné de Genséric. Il abandonne la politique impériale de son père, et se concentre principalement sur les affaires intérieures. Comme son peuple, il est de confession arienne, et est principalement connu pour sa persécution d'adeptes du christianisme nicéen sur ses territoires. Il est marié à Eudocia, fille de l'empereur romain, Valentinien III et Licinia Eudoxia.
Hunéric est le premier roi vandale à utiliser le titre de Roi des Vandales et des Alains. Malgré cela, la conservation de la puissance maritime des Vandales et leur emprise sur les îles de la méditerranée occidentale, Hunéric n'a pas eu le même prestige que son père, Genséric, avec les autres États.
La source d'information la plus importante à son sujet est Victor de Vita, dont la présentation n’est pas toujours objective à cause de la politique religieuse d'Hunéric.

## Biographie
Hunéric naît autour de 420, une source suggère qu'il est né en Espagne, avant même la transition vandale en Afrique 429. Il est le fils aîné du roi Genséric. Vers 440, il épouse une princesse wisigothe, fille du roi Théodoric.
En 442, il est envoyé à Ravenne comme otage chez l'empereur Valentinien III dans le cadre d'un traité signé par son père avec ce dernier. Et, à cette occasion, il est fiancé à Eudocia avec l’assentiment de l'empereur. Hunéric est renvoyé à Carthage peu de temps après, Genséric ayant respecté le traité. En 444, la fille du roi Théodoric, accusée d'avoir voulu empoisonner Hunéric, est mutilée au visage (dont le nez et les oreilles coupés) avant d'être renvoyée en Gaule chez son père.
Le 2 juin 455, Genséric met à sac Rome pendant 14 jours et retourne à Carthage avec un énorme butin et de nombreux otages dont l'impératrice, Eudoxie et ses filles, Eudocia et Placidia. Eudocia, promise depuis 442, est mariée de force à Hunéric. De cette union, naît le futur roi Hildéric. En 472, Eudocia s'enfuit à Jérusalem, « dégoûtée, dit-on, par l'arianisme fanatique de son mari », pour y mourir.
Le 25 janvier 477, à la mort de son père, Hunéric devient roi des Vandales. Il prend alors la « précaution » de faire assassiner deux de ses frères encore vivants, les princes Théudric et Théodéric, ainsi que leurs femmes et leurs enfants et certains de leurs partisans, comme l'évêque arien Jucundus, qui est brûlé vif.
Bien qu'il soit un fervent adhérent à l'arianisme, son règne débute avec un certain nombre d'ouvertures religieuses. À la suite de la visite d'une mission diplomatique de l'Empire romain d'Orient dirigée par Alexandre, Hunéric rétablit les propriétés saisies par son père auprès des marchands de Carthage. Il lève également la politique de persécution des catholiques romains locaux, leur permettant d'organiser un synode où ils élisent un nouvel évêque catholique de Carthage, Eugène, après que le poste eut été vacant pendant 24 ans.
Cependant, peu de temps après l'ordination d'Eugène, Hunéric retourne sa parole, et commence à persécuter de nouveau les catholiques. Il essaie également de faire tomber la propriété catholique à l'Etat, mais quand ceci provoque trop de protestation de l'empereur byzantin, il choisit à la place d'exiler un certain nombre de catholiques vers une province lointaine. Le 1er février 484, il organise une réunion d'évêques catholiques, avec des évêques ariens, mais le 24 février 484, il expulse de force les évêques catholiques de leurs offices, et en bannit quelques-uns en Corse. Quelques-uns sont exécutés, y compris l'ancien proconsul Victorien, avec Frumentius et d'autres riches marchands, qui sont tués à Hadrumetum, après avoir refusé de devenir ariens. Parmi ces exilés figurent Vigile, évêque de Thapsus, qui a publié un traité théologique contre l'arianisme. En outre, il persécute et déporte pour les provinces d'outre-mer, tout le long de son règne, un grand nombre de manichéens.
Vers 480, il réalise de grands travaux qui ont consisté à assécher un secteur du littoral grâce à une machine appelée coclea, c'est-à-dire une vis d'Archimède. Pour cela, Hunéric est loué par le poète romain Caton.
À la fin 484, alors qu'une famine produite par une sécheresse insolite éclate, suivie par une épidémie de peste dont Hunéric est lui-même victime, les Berbères des Aurès (dans l'actuelle Est de l'Algérie), peut-être sous l'égide du chef Masties, se soulèvent et se séparent avec succès de la domination vandale.
Il meurt de maladie le 23 décembre 484, et est remplacé par son neveu, Gunthamund. L'historien catholique Victor de Vita, qui laisse de lui un portrait accablant, le qualifie de « plus monstrueux des scélérats », insistant sur sa maladie à la fin de sa vie (probablement la gangrène de Fournier), « qu'il avait méritée », il indique qu'« il fut envahi par la pourriture et la vermine, de sorte que l'on n'enterra pas un cadavre, mais des lambeaux de corps humain : il subit ainsi le même sort que cet ancien roi dont le cadavre pourri fut enfoui comme celui d'un âne ».

## Référencement